# Tom Baxter (futbolista)
Thomas James C. Baxter (nacido en 1893) fue un futbolista inglés de los años 20. Nacido en Wandsworth, procedente del Chelsea, se incorporó al club Gillingham en 1920 y llegó a disputar 19 partidos con el club en la English Football League.